# Eurybia furcata
Eurybia furcata е вид многогодишно тревисто растение от семейство Сложноцветни (Asteraceae). Видът е световно застрашен, със статут Уязвим.

## Разпространение
Видът е разпространен предимно в района на Големите езера и планината Озарк в Съединените щати. Среща се на север в Мичиган и Уисконсин, на юг в Небраска, Илинойс, Айова и Индиана, както и в Мисури и Арканзас.